# سی و سومین دوره جوایز اسکار

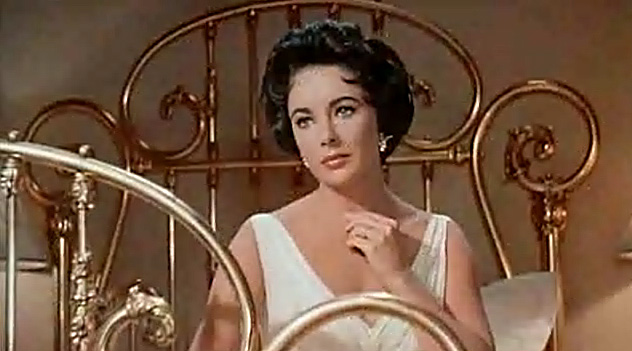
اليزابت تیلور

سی و سومین دوره مراسم اعطای جوایز اسکار (انگلیسی: 33rd Academy Awards) در روز ۱۷ آوریل ۱۹۶۱ در سالن اجتماعات سنتا مونیکا سنتا مونیکا برگزار شد. در این مراسم بهترین فیلم‌های سال ۱۹۶۲ جهان به انتخاب آکادمی علوم و هنرهای تصاویر متحرک جایزه گرفتند.
باب هوپ مجری این مراسم بود.

## جوایز
برندگان نخست و در حروف برجسته پررنگ فهرست شده‌اند
| جایزه اسکار بهترین فیلم | جایزه اسکار بهترین کارگردانی |
| --- | --- |
| - آپارتمان - آلامو - المر گنتری - پسران و عشاق - کوچ‌نشین‌ها | - بیلی وایلدر – آپارتمان - آلفرد هیچکاک – روانی - ژول داسن – یکشنبه‌ها هرگز - جک کاردیف – پسران و عشاق - فرد زینمان – کوچ‌نشین‌ها |
| جایزه اسکار بهترین بازیگر نقش اول مرد | جایزه اسکار بهترین بازیگر نقش اول زن |
| - برت لنکستر – المر گنتری - تروور هاوارد – پسران و عشاق - جک لمون – آپارتمان - لارنس الیویه – سرگرم شدن - اسپنسر تریسی – میراث باد | - الیزابت تیلور – باترفیلد ۸ - گریر گارسون – طلوع در کمپوبلو - دبورا کار – کوچ‌نشین‌ها - شرلی مک‌لین – آپارتمان - ملینا مرکوری – یکشنبه‌ها هرگز |
| جایزه اسکار بهترین بازیگر نقش مکمل مرد | جایزه اسکار بهترین بازیگر نقش مکمل زن |
| - پیتر اوستینوف – اسپارتاکوس - پیتر فالک – Murder, Inc. - جک کروشن – آپارتمان - سال مینئو – خروج - چیل ویلز – آلامو | - شرلی جونز – المر گنتری - گلینیس جونز – کوچ‌نشین‌ها - شرلی نایت – تاریکی بالای پلکان - جنت لی – روانی - مری یور – پسران و عشاق |
| جایزه اسکار بهترین فیلم‌نامه غیراقتباسی | جایزه اسکار بهترین فیلم‌نامه اقتباسی |
| - آپارتمان – بیلی وایلدر و آی ای ال دایموند - یکشنبه‌ها هرگز – ژول داسن - هیروشیما عشق من – مارگریت دوراس - سکوت خشمناک – Richard Gregson, مایکل کریگ و برایان فوربز - The Facts of Life – ملوین فرانک و نورمن پاناما | - المر گنتری – ریچارد بروکس - میراث باد – ندریک یانگ و هارولد جیکوب اسمیت - پسران و عشاق – گاوین لمبرت و تی. ئی. بی. کلارک - کوچ‌نشین‌ها – ایزوبل لنارت - Tunes of Glory – James Kennaway |
| Best Foreign Language Film | |
| - چشمه باکره (سوئد) - Kapo (ایتالیا) - حقیقت (فرانسه) - Macario (مکزیک) - دایره نهم (فیلم) (یوگسلاوی) | |
| جایزه اسکار بهترین فیلم مستند | Best Documentary Short |
| - اسب با دم پرنده - Rebel in Paradise | - Giuseppina - Beyond Silence - A City Called Copenhagen - George Grosz' Interregnum - گیتی |
| جایزه اسکار بهترین فیلم کوتاه | جایزه اسکار بهترین پویانمایی کوتاه |
| - Day of the Painter - The Creation of Woman - Islands of the Sea - A Sport Is Born | - Munro - گولیاث ۲ - High Note - Mouse and Garden - A Place in the Sun |
| جایزه اسکار بهترین موسیقی فیلم | جایزه اسکار بهترین موسیقی فیلم |
| - خروج – ارنست گلد - المر گنتری – آندره پروین - اسپارتاکوس – الکس نورث - آلامو – دیمیتری تیومکین - هفت دلاور – المر برنستاین | - ترانه بی‌پایان – موریس استولوف و هری ساکمن - Bells Are Ringing – آندره پروین - کن کن – نلسون ریدل - پپه – جانی گرین - بیا عشق بورزیم – لایونل نیومن و ارل هیگن |
| جایزه اسکار بهترین ترانه | Best Sound Recording |
| - "Never on Sunday" from یکشنبه‌ها هرگز – Music and ترانه اثر مأنوس هاجیداکیس - "The Second Time Around" from High Time – موسیقی اثر جیمی ون هیوزن and Lyrics by سمی کان - "Faraway Part of Town" from پپه (ابهام‌زدایی) – موسیقی اثر آندره پروین; ترانه اثر Dory Previn - "The Green Leaves of Summer" from آلامو – موسیقی اثر دیمیتری تیومکین; ترانه اثر پل فرنسیس وبستر - "The Facts of Life" from The Facts of Life – Music and ترانه اثر جانی مرسر                      | - آلامو – گوردون ای سایر و Fred Hynes, Samuel Goldwyn Studio Sound Department و Todd-AO Sound Department - Cimarron – Franklin E. Milton, مترو گلدوین مایر - پپه (ابهام‌زدایی) – Charles Rice, کلمبیا پیکچرز - طلوع در کمپوبلو – George R. Groves, وارنر برادرز - آپارتمان – گوردون ای سایر، Samuel Goldwyn Studio Sound Department |
| جایزه اسکار بهترین طراحی صحنه | جایزه اسکار بهترین طراحی صحنه |
| - آپارتمان – کارگردان هنری: Alexander Trauner; Set Decoration: Edward G. Boyle - روانی – کارگردان هنری: Joseph Hurley و Robert Clatworthy; Set Decoration: George Milo - پسران و عشاق – کارگردان هنری: Tom Morahan; Set Decoration: Lionel Couch - The Facts of Life – کارگردان هنری: Joseph McMillan Johnson و Kenneth A. Reid; Set Decoration: Ross Dowd - Visit to a Small Planet – کارگردان هنری: Hal Pereira و Walter Tyler; Set Decoration: Sam Comer و Arthur Krams | - اسپارتاکوس – کارگردان هنری: Alexander Golitzen و Eric Orbom; Set Decoration: Russell A. Gausman و Julia Heron - Cimarron – کارگردان هنری: George Davis و Addison Hehr; Set Decoration: Henry Grace, Hugh Hunt و Otto Siegel - در ناپل شروع شد – کارگردان هنری: Hal Pereira و رولند اندرسون; Set Decoration: Sam Comer و Arrigo Breschi - پپه (ابهام‌زدایی) – کارگردان هنری: Ted Haworth; Set Decoration: William Kiernan - طلوع در کمپوبلو – کارگردان هنری: Edward Carrere; Set Decoration: George James Hopkins |
| جایزه اسکار بهترین فیلمبرداری | جایزه اسکار بهترین فیلمبرداری |
| - پسران و عشاق – فردی فرانسیس - میراث باد – ارنست لاسلو - روانی – John L. Russell - آپارتمان – جوزف لاشل - The Facts of Life – چارلز لنگ | - اسپارتاکوس – راسل متی - باترفیلد ۸ – جوزف روتنبرگ و Charles Harten - خروج – سام لیویت - پپه (ابهام‌زدایی) – جوزف مک‌دانلد - آلامو – ویلیام اچ کلوتیر |
| جایزه اسکار بهترین طراحی لباس | جایزه اسکار بهترین طراحی لباس |
| - The Facts of Life – ادیت هد و Edward Stevenson - یکشنبه‌ها هرگز – تئونی وی. آلدریج - چشمه باکره – ماریک ووس-لوند - Seven Thieves – بیل توماس - The Rise and Fall of Legs Diamond – Howard Shoup | - اسپارتاکوس – بیل توماس و Valles - کن کن – آیرین شرف - توری نیمه‌شب – Irene - پپه (ابهام‌زدایی) – ادیت هد - طلوع در کمپوبلو – مارجوری بست |
| جایزه اسکار بهترین تدوین | جایزه اسکار بهترین جلوه‌های تصویری |
| - آپارتمان – دنیل مندل - میراث باد – فردریک نیوتسن - پپه (ابهام‌زدایی) – ویولا لارنس و Al Clark - اسپارتاکوس – رابرت لارنس - آلامو – استیوارت گیلمور | - ماشین زمان – Gene Warren و Tim Baar - The Last Voyage – A.J. Lohman |

### جایزه اسکار افتخاری
- گری کوپر
- استن لورل

### Academy Juvenile Award
- هیلی میل

### جایزه بشردوستانه ژان هرشولت
- سول لسر

## فیلم‌های با بیش از یک جایزه یا نامزدی
| These films had multiple نامزدی: - ۱۰ نامزدی: آپارتمان - ۷ نامزدی: آلامو, Pepe, پسران و عشاق - ۶ نامزدی: اسپارتاکوس - ۵ نامزدی: المر گنتری, The Facts of Life, یکشنبه‌ها هرگز, کوچ‌نشین‌ها - ۴ نامزدی: میراث باد, روانی, طلوع در کمپوبلو - ۳ نامزدی: خروج - ۲ نامزدی: باترفیلد ۸, کن کن, Cimarron, The Virgin Spring | The following films received multiple awards. - ۵ برنده: آپارتمان - ۴ برنده: اسپارتاکوس - ۳ برنده: المر گنتری |

## جستارهای ویژه
- هجدهمین مراسم گلدن گلوب
- 1960 in film
- 3rd Grammy Awards
- 12th Primetime Emmy Awards
- 13th Primetime Emmy Awards
- 14th British Academy Film Awards
- 15th Tony Awards